# Ocean Viking
La M/V Ocean Viking è una nave da supporto per operazioni in piattaforma (PSV) norvegese di proprietà della Hoyland Offshore e noleggiata dal 2019 all'organizzazione umanitaria SOS Méditerranée.

## Storia

### Realizzazione e primi anni
La nave è stata realizzata da Ulstein Trading mentre lo scafo è stato realizzato dalla Trosvik Verksted a Brevik nel 1985 per essere poi ultimata dalla Ulstein Hatlø ad Ulsteinvik entro il 1986, venendo ribattezzata Tender Fighter. Successivamente nel 1991 è stata ridenominata Viking Fighter ed infine nel 2005 ha assunto la denominazione di Ocean Viking.
Nel corso della sua decennale carriera la nave è stata utilizzata perlopiù nel trasporto di piattaforme petrolifere galleggianti e nel 2011 è stata acquistata dalla Hoyland Offshore.

### Noleggio a SOS Méditerranée
La nave è stata noleggiata all'organizzazione umanitaria SOS Méditerranée nel giugno 2019 per sostituire la Aquarius Dignitus nelle operazioni di soccorso dei migranti nel mar Mediterraneo, in collaborazione con Medici senza frontiere.
Effettuò la sua prima missione il 4 agosto dello stesso anno partendo dal porto di Marsiglia e navigando verso il mar Mediterraneo meridionale alla ricerca di imbarcazioni in difficoltà. L'8 agosto SOS Méditerranée ha denunciato che le autorità maltesi si sarebbero rifiutate di fornire carburante all'imbarcazione. Nello stesso giorno, rispondendo ad un appello di Alarm Phone, la nave procedette al salvataggio di 85 migranti da un'imbarcazione in difficoltà tra la Libia e Malta. All'indomani dell'annuncio di questo salvataggio il Ministro dell'interno Matteo Salvini ha annunciato l'intenzione di vietare l'attracco della nave. Nei giorni successivi la nave ha comunque continuato le operazioni di soccorso, arrivando ad avere a bordo 356 profughi in meno di una settimana; dopo circa due settimane dalla prima operazione di recupero la nave è stata accolta a Malta e i migranti ripartiti tra Francia, Germania, Irlanda, Lussemburgo, Portogallo e Romania.